# باربيس ليبيني
باربيس ليبيني هو نوع من الأسماك ذات الزعانف الشعاعية المتميزة في عائلة شبوطيات. تم العثور عليها فقط في المغرب. موطنها الطبيعي هو ينابيع المياه العذبة. لا يعتبره الاتحاد الدولي لحفظ الطبيعة من الأنواع المهددة بالانقراض.